# Paper Planes
«Paper Planes» — песня британской певицы M.I.A. (Эм-ай-эй) с её второго студийного альбома Kala (2007).
Песня также была выпущена отдельным синглом. (Это был третий сингл с того альбома.)
Песня достигла 4 места в США (в «Горячей сотне» журнала «Билборд») и 19 места в Великобритании (в национальном чарте синглов).
Спродюсировал песню Дипло, тогдашний бойфренд певицы.
В 2011 году журнал Rolling Stone поместил песню «Paper Planes» в исполнении M.I.A. на 236 место своего списка «500 величайших песен всех времён».
Кроме того, в 2014 году британский музыкальный журнал New Musical Express поместил песню «Paper Planes» в исполнении M.I.A. на 53 место уже своего списка «500 величайших песен всех времён».
Была использована в компьютерной игре Far Cry 3 от Ubisoft, а также в фильме Миллионер из трущоб.